# Aitor Blanco Aldeano
Aitor Blanco (Vitoria, 21 de febrero de 1977) es un exfutbolista español que jugaba de defensa central. En su trayectoria profesional jugó más de 400 partidos en Segunda B.

## Trayectoria
Aitor Blanco comenzó en el club San Ignacio tras ascender a tercera división. Su carrera con el Aurrerá de Vitoria, donde juega cuatro temporadas, siendo en esta última en la cual abandona el club rumbo a la UD Lanzarote, jugando en el equipo canario una campaña y media.
Tras un breve paso por el CD Recreación, ficha por el CF Palencia. En el club morado juega durante seis temporadas, siendo un hombre muy importante para la entidad y para todos los entrenadores que estuvieron al mando del equipo palentino. Vivió con ellos un descenso a Tercera División con su posterior ascenso y dos playoff de ascenso a Segunda División.
En el verano de 2011 y tras la convulsa situación que atraviesa el club castellano, ficha por el CD Mirandés, donde no tarda en convertirse en uno de los centrales titulares del equipo rojillo. Con ellos logra el ascenso a Segunda División. Digno de destacar es el partido que jugó en ante el Athletic Club, el 7 de febrero de 2012, en la vuelta de las semifinales de la Copa del Rey, marcando dos goles en la derrota de su equipo en San Mamés.
Se retiró en 2016 tras tres temporadas en la SD Amorebieta.

## Clubes y estadísticas
- Actualizado el 27 de febrero de 2013.

| Club               | País   | Año       | Competición | Liga  | Liga  | Copa  | Copa  | Promoción de ascenso | Promoción de ascenso |
| Club               | País   | Año       | Competición | Part. | Goles | Part. | Goles | Part.                | Goles                |
| ------------------ | ------ | --------- | ----------- | ----- | ----- | ----- | ----- | -------------------- | -------------------- |
| Aurrerá de Vitoria | España | 1998-1999 | Segunda B   | -     | -     | -     | -     | -                    | -                    |
| Aurrerá de Vitoria | España | 1999-2000 | Segunda B   | -     | -     | -     | -     | -                    | -                    |
| Aurrerá de Vitoria | España | 2000-2001 | Segunda B   | 14    | 0     | 3     | 0     |                      |                      |
| Aurrerá de Vitoria | España | 2001-2002 | Segunda B   | 31    | 0     |       |       |                      |                      |
| Aurrerá de Vitoria | España | 2002-2003 | Segunda B   | 12    | 1     |       |       |                      |                      |
| UD Lanzarote       | España | 2002-2003 | Segunda B   | 16    | 1     |       |       | 5                    | 0                    |
| UD Lanzarote       | España | 2003-2004 | Segunda B   | 34    | 2     | 4     | 0     | 5                    | 0                    |
| CD Recreación      | España | 2004-2005 | Segunda B   | 34    | 2     | 3     | 0     |                      |                      |
| CF Palencia        | España | 2005-2006 | Segunda B   | 35    | 0     |       |       |                      |                      |
| CF Palencia        | España | 2006-2007 | Segunda B   | 28    | 0     |       |       | 1                    | 0                    |
| CF Palencia        | España | 2007-2008 | Segunda B   | 35    | 0     | 2     | 0     |                      |                      |
| CF Palencia        | España | 2008-2009 | Tercera     | -     | -     |       |       | 2                    | 0                    |
| CF Palencia        | España | 2009-2010 | Segunda B   | 22    | 0     |       |       | 2                    | 0                    |
| CF Palencia        | España | 2010-2011 | Segunda B   | 34    | 5     | 1     | 0     |                      |                      |
| CD Mirandés        | España | 2011-2012 | Segunda B   | 27    | 1     | 6     | 2     | 3                    | 0                    |
| CD Mirandés        | España | 2012-2013 | Segunda     | 19    | 1     | 1     | 0     |                      |                      |

## Palmarés

### Campeonatos nacionales
| Título             | Club        | País   | Año  |
| ------------------ | ----------- | ------ | ---- |
| Tercera División   | CF Palencia | España | 2009 |
| Segunda División B | CD Mirandés | España | 2012 |